# Эйнбонд, Бернард Лайонел
Берна́рд Ла́йонел Э́йнбонд (Bernard Lionel Einbond; 19 мая 1939 года, Нью-Йорк — 14 августа 1998 года) — американский поэт и филолог, известный преимущественно как автор хайку. Президент Общества хайку США (1975).
Окончил Колумбийский университет, получив степень доктора философии по специальностям «Английский язык» и «Сравнительная литература» (англ. Comparative Literature). Затем преподавал литературу там же и в Городском университете Нью-Йорка. Диссертация Эйнбонда, рассматривающая аллегорию у Сэмюэла Джонсона, опубликована отдельным изданием.
Лауреат Премии имени Китса (1975) и Большой премии Японских авиалиний — самой крупной и престижной награды в американском хайку (1988). По поводу хайку Эйнбонда, выигравшего эту премию, Харуо Сиране писал:

«Думается, что Басё высоко оценил бы работу Эйнбонда, выполненную в лучших традициях хайку. В стихотворении Эйнбонда есть запечатленное «мгновение хайку» — и в то же время оно выходит за пределы этого мгновения, чтобы вступить в диалог с поэзией прошлого через бездну времени. Создать такое хайку нелегко — но лишь такое хайку способно пробиться в общепоэтическое пространство и занять в нем достойное место».

## Труды
- The Coming Indoors and Other Poems. — Charles Tuttle & Company, 1979.
- The Tree As It Is. — Red Moon Press, 2001.
- Crestwood Lake: New and Selected Haiku Poetry. — Red Moon Press, 2003.